# Capito hypoleucus
Capito hypoleucus là một loài chim trong họ Capitonidae.